# Yoshirō Muraki
Yoshirō Muraki (村木与四郎 Muraki Yoshirō?, n. 15 august 1924, Tokyo⁠(d), Tōkyō, Japonia – d. 26 octombrie 2009, Setagaya, Tōkyō, Japonia) a fost un scenograf japonez, cunoscut mai ales pentru colaborarea sa cu regizorul Akira Kurosawa.
A fost nominalizat de trei ori la Premiul Oscar pentru cele mai bune decoruri pentru contribuția sa la filmele Tora! Tora! Tora! (1970), Kagemusha (1980) și Ran (1985) și o dată la Premiul Oscar pentru cele mai bune costume pentru contribuția sa la filmul Yojimbo (1961).

## Biografie
A început să colaboreze cu Akira Kurosawa începând de la filmul Yoidore Tenshi (1948), în calitate de asistent al scenografului Takashi Matsuyama, și și-a adus contribuția ca scenograf la toate filmele regizorului Akira Kurosawa începând de la Record of a Living Being (1955), cu excepția filmului Vânătorul din taiga (1975).
Yoshirō Muraki a creat decorurile filmului Sanjuro (1962). Altarul din pădure este un altar real din Gotenba, lângă care echipa de producție a plantat un cedru japonez, în timp ce restul caselor au fost construite pe platoul de filmare într-un loc deschis, care fusese folosit anterior în filmul Yojimbo (1961). Două case (casa viceguvernatorului și casa intendentului poliției) au fost păstrate pe platou pentru a fi distruse în scena cutremurului din filmul Barbă Roșie (1965) și pot fi văzute în acel film dincolo de gardul clinicii. Kurosawa era un perfecționist și a vrut ca totul să arate cât mai autentic: florile de camelii au fost confecționate manual, iar frunzele de sakai erau schimbate în fiecare dimineață, înainte de filmare.
La jumătatea lunii iulie 1963 a fost însărcinat de Kurosawa cu proiectarea și construirea decorurilor filmului Barbă Roșie. Până la sfârșitul lunii Muraki și echipa sa au cercetat arhitectura și designul interior al clinicilor medicale japoneze din secolele al XVIII-lea și al XIX-lea; clădirile spitalului au fost construite apoi, timp de câteva săptămâni, pe platoul de filmare cunoscut ca „Ferma deschisă”, care fusese folosit anterior în filmele Yojimbo (1961) și Sanjuro (1962).
Decorurile create de Yoshirō Muraki erau „mari și spectaculoase”, afirma Teruyo Nogami, vechea colaboratoare a lui Kurosawa, iar niciun scenograf japonez nu era mai priceput ca Muraki la construirea castelelor precum castelul negru din Tronul însângerat (1957), de la poalele muntelui Fuji, sau castelul în flăcări din Ran (1985), care era o imitație a castelului Maruoka din prefectura Fukui.
Yoshirō Muraki a fost căsătorit cu scenografa Shinobu Muraki (1923-1997).

## Filmografie
Filmografia lui Yoshirō Muraki este stabilită din baza de date JMDb.

### Anii 1950
- 1954: Mako osorubeshi (魔子恐るべし?), regizat de Hideo Suzuki
- 1954: Ren'ai tokkyū (恋愛特急?), regizat de Toshio Sugie și Hideo Suzuki
- 1954: Mitsuyu-sen (密輸船?), regizat de Toshio Sugie
- 1955: Tenka taihei (天下泰平?), regizat de Toshio Sugie
- 1955: Zoku tenka taihei (続天下泰平?), regizat de Toshio Sugie
- 1955: Vivre dans la peur (生きものの記録 Ikimono no kiroku?), regizat de Akira Kurosawa]
- 1956: Kuroobi sangokushi (黒帯三国志?), regizat de Senkichi Taniguchi
- 1956: Chiemi no hai hīru (チエミの婦人靴?), regizat de Hideo Suzuki
- 1956: Aoi me (青い芽?), regizat de Hideo Suzuki (scurtmetraj)
- 1957: Tronul însângerat (蜘蛛巣城 Kumonosu-jō?), regizat de Akira Kurosawa[9]
- 1957: Bibō no miyako (美貌の都?), regizat de Shūe Matsubayashi
- 1957: Azilul de noapte (どん底 Donzoko?), regizat de Akira Kurosawa[10]
- 1958: Shachō sandaiki (社長三代記?), regizat de Shūe Matsubayashi
- 1958: Zoku shachō sandaiki (続・社長三代記?), regizat de Shūe Matsubayashi
- 1958: La Forteresse cachée (隠し砦の三悪人 Kakushi toride no san-akunin?), regizat de Akira Kurosawa
- 1959: Daigaku no onēchan (大学のお姐ちゃん?), regizat de Toshio Sugie
- 1959: Watashi wa kani ni naritai (私は貝になりたい?), regizat de Shinobu Hashimoto
- 1959: Aruhi watashi wa (ある日わたしは?), regizat de Kihachi Okamoto
- 1959: Uwayaku, shitayaku, godōyaku (上役・下役・ご同役?), regizat de Ishirō Honda
- 1959: Onēchan makaritōru (お姐ちゃん罷り通る?), regizat de Toshio Sugie

### Anii 1960
- 1960: Shin santō jūyaku : Tabi to onna to sake no maki (新・三等重役 旅と女と酒の巻?), regizat de Masanori Kakei
- 1960: Otoko tai otoko (男対男?), regizat de Senkichi Taniguchi
- 1960: Les salauds dorment en paix (悪い奴ほどよく眠る Warui yatsu hodo yoku nemuru?), regizat de Akira Kurosawa
- 1960: Sararīman Chūshingura (サラリーマン忠臣蔵?), regizat de Toshio Sugie
- 1961: Minami no kaze to nami (南の風と波?), regizat de Shinobu Hashimoto
- 1961: Zoku sararīman Chūshingura (続サラリーマン忠臣蔵?), regizat de Toshio Sugie
- 1961: Le Garde du corps (用心棒 Yōjinbō?), regizat de Akira Kurosawa
- 1961: Toiretto shachō (トイレット部長?), regizat de Masanori Kakei
- 1962: Sanjuro (椿三十郎 Tsubaki Sanjūrō?), regizat de Akira Kurosawa[11]
- 1962: Shachō yōkōki (社長洋行記?), regizat de Toshio Sugie
- 1962: Zoku shachō yōkōki (続社長洋行記?), regizat de Toshio Sugie
- 1962: Kōkōsei to onna kyōshi : Hijō no seishun (高校生と女教師・非情の青春?), regizat de Hideo Onchi
- 1963: Entre le ciel et l'enfer (天国と地獄 Tengoku to jigoku?), regizat de Akira Kurosawa
- 1963: Legs des 500 000 (五十万人の遺産 Gojūman-nin no isan?), regizat de Toshirō Mifune
- 1963: Nippon ichi no iro otoko (日本一の色男?), regizat de Kengo Furusawa
- 1963: Onēchan sandai-ki (お姐ちゃん三代記?), regizat de Masanori Kakei
- 1965: Barbă Roșie (赤ひげ Akahige?), regizat de Akira Kurosawa[12]
- 1965: Le Général blaireau (狸の大将 Tanuki no taishō?), regizat de Kajirō Yamamoto
- 1965: Kemonomichi (けものみち?), regizat de Eizō Sugawa
- 1966: Onna wa iku man ari totemo (女は幾万ありとても?), regizat de Toshio Sugie
- 1966: Ja ja umanarashi (じゃじゃ馬ならし?), regizat de Toshio Sugie
- 1966: Sanhiki no tanuki (３匹の狸?), regizat de Hideo Suzuki
- 1966: Le Repos du blaireau (狸の休日 Tanuki no kyūjitsu?), regizat de Kajirō Yamamoto
- 1967: Ultimul samurai (上意討ち 拝領妻始末 Jōi-uchi: Hairyō tsuma shimatsu?), regizat de Masaki Kobayashi[13]
- 1968: Toshigoro (年ごろ?), regizat de Masanobu Deme
- 1969: La Plaie de la balle (弾痕 Dankon?), regizat de Shirō Moritani

### Anii 1970
- 1970: Tora! Tora! Tora!, regizat de Richard Fleischer, Kinji Fukasaku și Toshio Masuda
- 1970: Dodes'kaden (どですかでん Dodesukaden?), regizat de Akira Kurosawa
- 1971: Dare no tame ni aisuru ka (誰のために愛するか?), regizat de Masanobu Deme
- 1971: La Bataille d'Okinawa (激動の昭和史 沖縄決戦 Gekido no showashi: Okinawa kessen?), regizat de Kihachi Okamoto
- 1972: Les Jeunes Soldats de la marine sau La Cause éternelle (海軍特別年少兵 Kaigun tokubetsu nenshō-hei?), regizat de Tadashi Imai
- 1973: Ningen kakumei (人間革命?), regizat de Toshio Masuda
- 1973: La Submersion du Japon (日本沈没 Nihon chinbotsu?), regizat de Shirō Moritani
- 1974: La Fin du monde d'après Nostradamus (ノストラダムスの大予言 Catastrophe-1999 Nosutoradamusu no daiyogen?), regizat de Toshio Masuda
- 1975: La Porte de la jeunesse (青春の門 Seishun no mon?), regizat de Kirio Urayama
- 1975: Terreur sur le monde (東京湾炎上 Tōkyō-wan enjō?), regizat de Katsumune Ishida
- 1976: Amour et rupture au Sri Lanka (スリランカの愛と別れ Suri Ranka no ai to wakare?), regizat de Keisuke Kinoshita
- 1976: Zoku ningen kakumei (続人間革命?), regizat de Toshio Masuda
- 1977: La Porte de la jeunesse : L'Indépendance (青春の門・自立篇 Seishun no mon : Jiritsu hen?), regizat de Kirio Urayama
- 1978: Seishoku no ishibumi (聖職の碑?), regizat de Shirō Moritani

### Anii 1980
- 1980: Kagemusha (影武者 Kagemusha?), regizat de Akira Kurosawa[14]
- 1982: Maboroshi no mizuumi (幻の湖?), regizat de Shinobu Hashimoto
- 1982: Kaikyō (海峡?), regizat de Shirō Moritani
- 1983: Shōsetsu Yoshida gakko (小説吉田学校?), regizat de Shirō Moritani
- 1983: La Taverne Chōji (居酒屋兆治 Izakaya Chōji?), regizat de Yasuo Furuhata
- 1985: Ran (乱 Ran?), regizat de Akira Kurosawa
- 1986: Kozō monogatari : Chijō ni orita tenshi (子象物語 地上に降りた天使?), regizat de Ryō Kinoshita
- 1986: Koisuru onnatachi (恋する女たち?), regizat de Kazuki Ōmori
- 1988: Onimaru (嵐が丘 Arashi ga oka?), regizat de Yoshishige Yoshida
- 1988: Yūshun (優駿 ＯＲＡＣＩＯＮ?), regizat de Shigemichi Sugita
- 1989: Haru kuru oni (春来る鬼?), regizat de Akira Kobayashi

### Anii 1990
- 1990: Rêves (夢 Yume?), regizat de Akira Kurosawa
- 1991: Rhapsodie en août (八月の狂詩曲 Hachi-gatsu no kyōshikyoku?), regizat de Akira Kurosawa
- 1993: Madadayo (まあだだよ Mādadayo?), regizat de Akira Kurosawa[15]
- 1993: Niji no hashi (虹の橋?), regizat de Zenzō Matsuyama
- 1994: Les 47 Rōnin (四十七人の刺客 Shijūshichinin no shikaku?), regizat de Kon Ichikawa
- 1999: Après la pluie (雨あがる Ame agaru?), regizat de Takashi Koizumi

### Anii 2000
- 2002: Une lettre de la montagne (阿弥陀堂だより Amidado dayori?), regizat de Takashi Koizumi

## Premii și distincții
- 1985: Premiul Academiei Japoneze de Film pentru decorurile filmului Ran (împreună cu Shinobu Muraki)[16]

## Legături externe
- Yoshirō Muraki la Internet Movie Database